# İbrahim Yumaklı

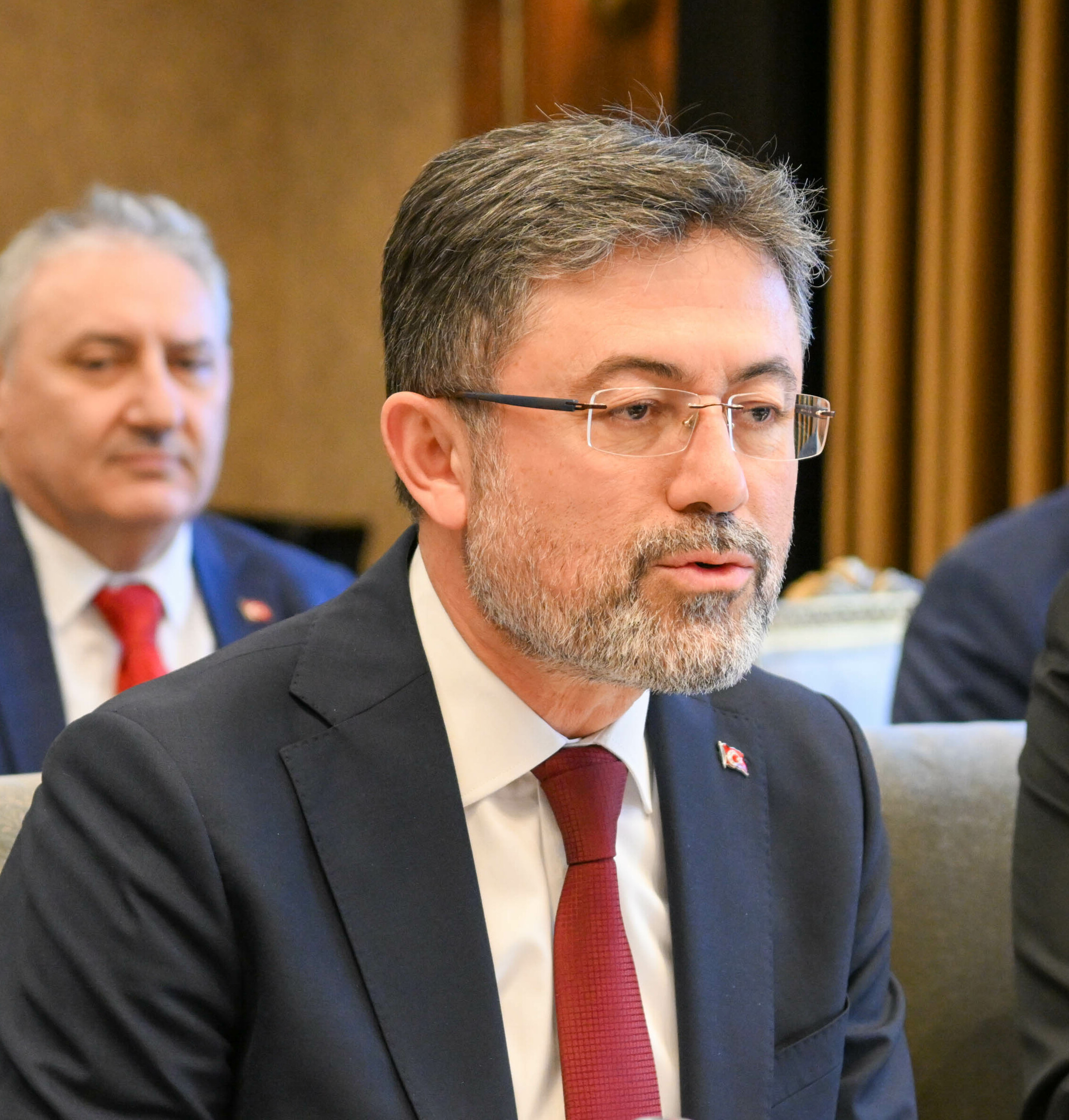
İbrahim Yumaklı, 2023

İbrahim Yumaklı (* 1969 in Kastamonu) ist ein türkischer Politiker und Minister für Minister für Land- und Forstwirtschaft der Türkei.

## Biografie
Yumaklı absolvierte die Bursa Uludağ Üniversitesi in Wirtschaftswissenschaften. Seine Karriere begann er 1993 als Importfachmann bei Marshall Boya A.Ş. Von 2012 bis 2015 leitete er den Fernsehsender Al Jazeera Türk. Von Januar bis Oktober 2016 war er als International Operations Director der Anadolu Ajansı tätig. Oktober 2016 übernahm er die Position des Generaldirektors und geschäftsführenden Vorstandsmitglieds bei GÜBRETAŞ.
Nach der Wiederwahl von Präsident Recep Tayyip Erdoğan im Juni 2023 wurde er zur Minister für Land- und Forstwirtschaft ernannt.